# حب ومخدرات أخرى
حب ومخدرات أخرى هو فيلمٌ رومانسي وكوميدي درامي أمريكيٌّ أخرجه وكتبه إدورد زويك. الفيلم من بطولة جيك جيلنهال وآن هاثاواي اللذان سبق وأن عملا معًا في فيلم جبل بروكباك (فيلم). صدر الفيلم في الولايات المتحدة في 24 نوفمبر 2010، وتلقّى آراءً مختلفةً من النقاد.

## طاقم التمثيل
- جيك جيلنهال بدور جيمي راندال.
- آن هاثاواي بدور ماغي مردوك.
- أوليفر بلات بدور بروس وينستون.
- هانك آزاريا بدور الدكتور ستان نايت.
- جوش غاد بدور جوش راندال.
- غابرييل ماخت.
- جودي جرير.
- كاثرين وينيك.
- جايمي الكسندر.

## الميزانية والإيرادات
بلغت تكلفة إنتاج الفيلم حوالي 30 مليون دولار بينما حقق أرباحا تقدر بـ 102.8 مليون دولار.

## وصلات خارجية
- حب ومخدرات أخرى على موقع IMDb (الإنجليزية)
- حب ومخدرات أخرى على موقع ميتاكريتيك (الإنجليزية)
- حب ومخدرات أخرى على موقع روتن توميتوز (الإنجليزية)
- حب ومخدرات أخرى على موقع نتفليكس (الإنجليزية)
- حب ومخدرات أخرى على موقع قاعدة بيانات الأفلام العربية
- حب ومخدرات أخرى على موقع ألو سيني (الفرنسية)
- حب ومخدرات أخرى على موقع Turner Classic Movies (الإنجليزية)
- حب ومخدرات أخرى على موقع أول موفي (الإنجليزية)
- حب ومخدرات أخرى على موقع بوكس أوفيس موجو (الإنجليزية)
- حب ومخدرات أخرى على موقع فيلمافينيتي (الإسبانية)